# Ковтунець Володимир Віталійович
Володи́мир Віта́лійович Ковтуне́ць (нар. 23 липня 1956, село Ясининичі, Рівненський район, Рівненська область) — український політик, перший заступник міністра освіти і науки (23 серпня 2016 - 14 листопада 2018). Народний депутат України 2-го скликання. Кандидат фізико-математичних наук (з 1982), доцент (з 1986). Член НРУ. Доцент кафедри інформаційних технологій та математики Національної академії управління, експерт проекту «Вибори та політичні процеси» USAID.

## Освіта
Київський університет імені Тараса Шевченка, механіко-математичний факультет (1973–1978), «Математика».

## Кар'єра
- 1978–1980 — служба в армії.
- 1980–1994 — асистент, старший викладач, доцент, 1992–1994 — декан факультету інформатики та обчислювальної техніки Рівненського педагогічного інституту.
- 1990–1994 — голова комісії з освіти і науки Рівненської міськради народних депутатів.
- 1995–1998 — голова Рівненської обласної організації Всеукраїнського товариства «Просвіта» імені Тараса Шевченка.
- З вересня 1999 — завідувач кафедри комп'ютерної техніки та програмування Національної академії управління.

Заступник голови Консультативної ради з питань інформатизації при ВР України (з 1998). Докторант Інституту математики НАНУ (з 1998). Член Українського математичного товариства (з 1997), Львівського математичного товариства (з 1993).
Член НРУ (1989–1995, з лютого 2001). Член ДемПУ (1997–1999), керівник аналітичного центру, заступник голови Київської міської організації (1998–1999), член президії Національної ради ДемПУ (1999). Член УНП «Собор» (1999–2000), член Центральної ради УНП «Собор» (з грудня 1999), заступник голови Київської міської організації.
Автор 36 наукових праць з математики та інформатики.
Володіє англійською мовою.
Захоплення: математика.

## Парламентська та політична діяльність
- Народний депутат України 2-го скликання (з 11 травня 1994 до 12 травня 1998). Від Вересневого виборчого округу № 333 Рівненської області, висунутий НРУ. Член Комісії з освіти і науки, з 1996 — член Комітету з питань бюджету. Член групи «Реформи». На час виборів: декан факультету інформатики та обчислювальної техніки Рівненського державного педагогічного інституту член НРУ.
- З 22 липня 2016 заступник Міністра освіти і науки України, з 23 серпня 2016 по 14 листопада 2018 Перший заступник Міністра освіти і науки України.[4][5][6]

## Сім'я
Батько Віталій Миколайович (1932) і мати Лідія Андронівна (1931) — пенсіонери.
Дружина — Надія Михайлівна (1959). Сини: Олесь (1979), Роман (1983) та Михайло (2000).